# Pristimantis turik
Pristimantis turik är en groddjursart som beskrevs av Barrio-Amorós, Rojas-Runjaic och Infante-Rivero 2008. Pristimantis turik ingår i släktet Pristimantis och familjen Strabomantidae. IUCN kategoriserar arten globalt som otillräckligt studerad. Inga underarter finns listade i Catalogue of Life.